# Sheffield-Simplex

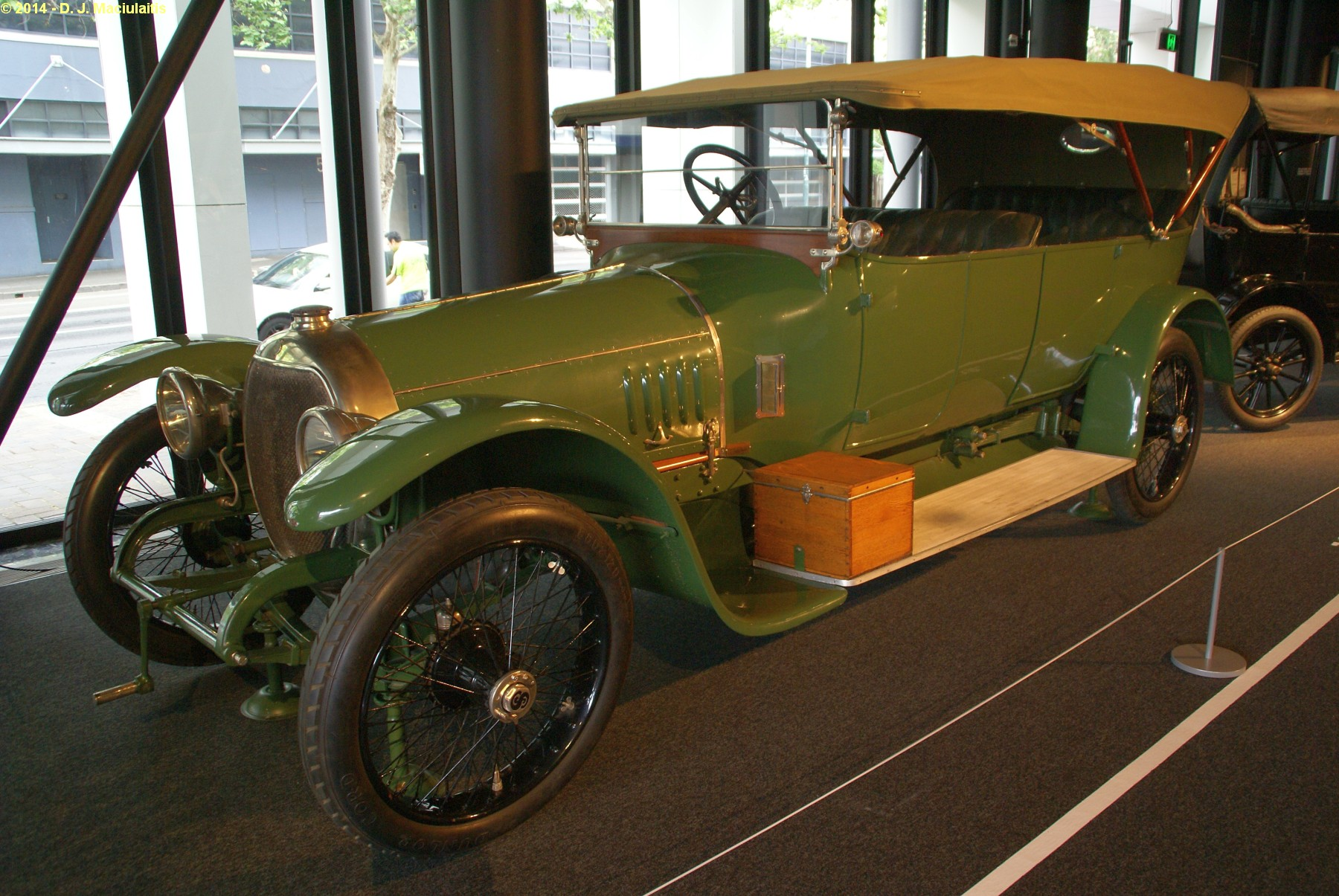
Randonneuse ouverte LA7b 30 ch de 1913.

Sheffield-Simplex fut un fabricant anglais de voitures et de motos entre 1907 et 1920, basé à Sheffield, dans le Yorkshire, et à Kingston upon Thames, dans le Surrey.
La société reçut le soutien financier de l'aristocrate et magnat du charbon, le Comte Fitzwilliam. Les premières voitures furent faites par Peter Brotherhood (en) en prolongement des voitures Brotherhood-Crocker fabriquées à Londres, société dans laquelle le Comte Fitzwilliam était investisseur. Stanley Brotherhood vendit le site de Londres en 1905 et déménagea son entreprise Peter Brotherhood à Peterborough, près du second siège de Fitzwilliam, à Milton Parc. Il ne put obtenir la permission de construire une usine de voitures de Peterborough, de sorte que le Comte suggéra un déménagement à Sheffield, où Peter Brotherhood construisit une nouvelle usine à Tinsley (en), à quelques kilomètres au sud de Wentworth-Woodhouse.

## Histoire

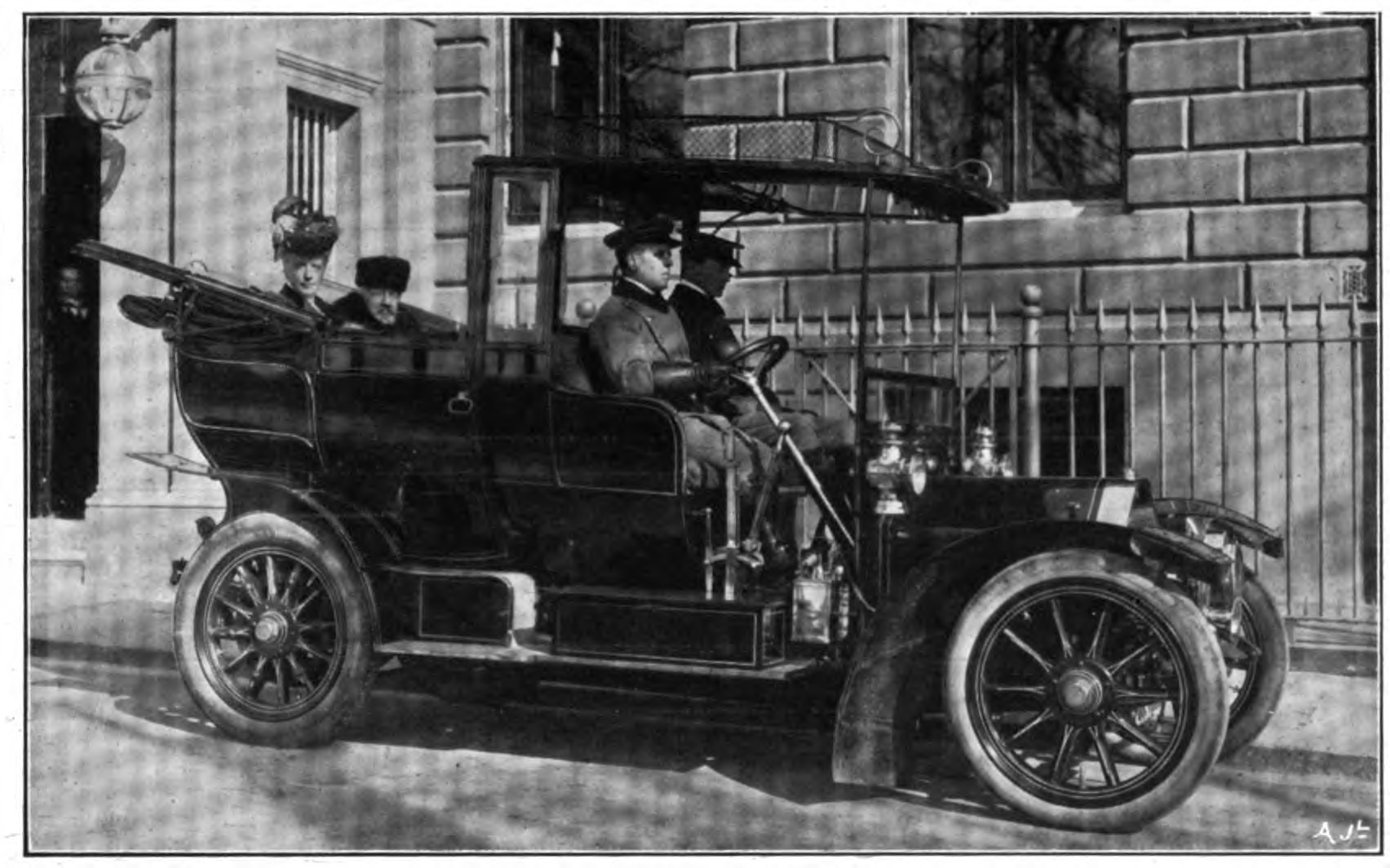
Landaulette Brotherhood 20-25 de 1905.

À la fin de 1906, Peter Brotherhood (en) se retire de la société et l'ancienne "Brotherhood cars" devint la Sheffield-Simplex. En 1908, la première véritable Sheffield-Simplex apparaît, conçue par le directeur général Percy Richardson, ancien de Daimler et de Peter Brotherhood (en). Le 45 hp LA1 avait un moteur six-cylindres de 6978 cm³ à trois vitesses. La gamme fut élargie en 1908 par la LA2, prévue pour des carrosseries plus ouvertes et plus légères et avait une seule marche avant, avec une petite boîte de vitesses non conventionnelle fixée à l'avant du boîtier du différentiel, permettant une marche arrière et une vitesse avant réduite. Le seul exemple de la 45 hp LA2 est propriété privée et se rencontre fréquemment sur les rallyes en Grande-Bretagne, en Irlande et en Belgique.
En novembre 1909 fut annoncée la conception de moteurs d'avions et leur probable fabrication.
Quatre voitures plus petites rejoignirent la gamme en novembre 1909. Le 14-20 hp LA3 et la LA4 à empattement long étaient les bébés de la famille avec un moteur quatre cylindres de 2882 cm³, un radiateur de tableau de bord de style Renault, tandis que les 20-30 hp LA5 et LA6 étaient plus puissantes avec des moteurs six-cylindres de 4324 cm³. Ces voitures n'ont duré qu'une année et, en 1911, ont été remplacées par les 25 hp LA7 avec un moteur six-cylindres 4740 cm³ permettant à l'entreprise de se vanter qu'un seul autre constructeur Britannique fit exclusivement des six cylindres. Sheffield-Simplex considérait dès lors Rolls-Royce  comme leur seul rival et a même ouvert son showroom Londonien très proche du leur dans Conduit Street.

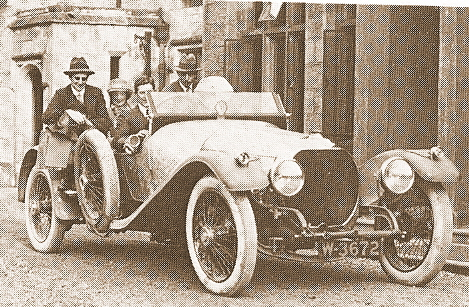
La Sheffield-Simplex LA7b 30 hp de 1914.

Le LA7 a été gonflée à 30 hp, devenant la LA7b en 1913 (RAC 29.47 hp), incluant un démarreur électrique. Warwick Wright fut le co-directeur général. En 1914, les vieux modèles 45 hp LA1 et 2 furent abandonnées.
Au cours de la Première Guerre mondiale, la compagnie a construit des véhicules blindés fournis aux Belges et aux troupes russes, ainsi que des moteurs d'avions ABC Wasp ("Guêpe") et Dragonfly ("Libellule") et des munitions.
La production de voitures a repris en 1919 avec la LA7b dorénavant dénommée la 30 hp. Quelques-unes ont été vendues et elle fut remplacée par un nouveau modèle, la 50, en 1920, disposant d'un nouveau moteur de 7777 cm³ avec chacun de ses six cylindres moulés séparément. Elle apparut au salon de Londres (en) en 1921 équipée d'une carrosserie deux places, et de nouveau en 1922. Il est assez probable que c'était la seule jamais fabriquée.
Les dernières années de la production de voitures sont un mystère. Il semble probable que quelques-unes ont été construites après la Première Guerre mondiale et la production finale peut être située à Kingston. Environ 1500 voitures ont été faites dans l'histoire de l'entreprise.
Il est estimé qu'au moins trois voitures survivent. L'unique 50 hp voiture produite en 1920 qui a participé à plusieurs salons de l'automobile a été acquise par le Comte Fitzwilliam, le bailleur de fonds de l'entreprise, en 1925, après la liquidation de la société Sheffield. Cette voiture peut être vue au musée Kelham Island à Sheffield, où elle participe à des spectacles locaux de temps à autre.
L'ex-voiture de Lord Riverdale (qu'il conduisait de Land's End à John o' Groat en restant dans la vitesse supérieure) est une propriété privée, et apparaît également à des événements dans le Yorkshire/Derbyshire. Un autre exemple est la propriété du Powerhouse Museum de Sydney, en Australie.

## Shefflex
Le correspondant commercial automobile du Times signala à l'automne 1922 qu'il avait essayé, à la demande du fabricant Sheffield-Simplex, leur omnibus de vingt passagers de 25 hp Shefflex. Le correspondant souligna que, avec un véhicule commercial de poids à vide plus petit, la capacité de transport était plus grande. La carrosserie Shefflex, dit-il, semblait être trop lourde, mais le moteur semblait bien équilibré, calme et réactif.

## Les motos
À côté des voitures, la société a construit les motos  Ner-A-Car et, en 1923, a ouvert une usine à Kingston upon Thames dans le Surrey. Cette machine non conventionnelle fut conçue par l'Américain Carl Neracher et a un châssis très bas descendant entre les roues. La production a continué jusqu'en 1927.